# 1842 Hynek
1842 Hynek este un asteroid din centura principală, descoperit pe 14 ianuarie 1972 de Luboš Kohoutek.